# Хацьки
Ха́цьки — село в Україні, у Степанківській сільській громаді Черкаського району Черкаської області. Населення — 3 055 осіб.

## Географія
Село розташоване за 15 км на південь від обласного та районного центру в долині річки Тясмин, поблизу Ірдинського болота, на висоті 81 метра над рівнем моря.

## Історія

### Археологія
На території села Хацьки виявлено поселення доби пізньої бронзи та скарб срібних речей VI—VII століття.

### Заснування села
Перша письмова згадка про село Хацьки датована 1622 роком. За однією із версій, назва села походить з польської мови і означає «хатки». За іншою, назву села пов'язують із іменем Хацькеля — власника корчми, яка стояла на старому Чигиринському шляху і про яку в своїх творах згадує Тарас Шевченко.
Перші сільські кутки Калатур та Джулаївка розміщені на одній із терас річки Тясмин. На початку вулиці Калатур стояла каланча для оповіщення села про набіги татар. Головним заняттям поселенців було рибальство і полювання в тоді ще великих лісових масивах. Об'єктом полювання був також цінний хутровий звір бобер. Боброві лови знаходилися на річці Рудка та озері Острівське, що існують і понині.

### XIX століття
У XIX столітті село належало до Вергунівської волості Черкаського повіту Київської губернії. За переказами, мешканці села ніколи не були кріпаками, а належали до державних селян. У 1861 році вони одержали землю в своє користування, але більшість працювали в Янківській та Рокитянській економіях. Основні масиви селянських наділів були розміщені на кутку Забрід, в незручних заболочених ділянках, покритих заростями очерету. Наприкінці XIX століття селяни викупили у поміщиці Янківської землю і почали переходити на нові місця, де нині розташоване село. Матеріальний рівень життя мешканців залишався низьким.
На той час у Хацьках була організована церковно-парафіяльна школа — низька будівля з маленькими вікнами, в якій була одна класна кімната. Школа вміщувала 60-70 хлопчиків одночасно.

### XX століття
На початку ХХ століття в селі виникло товариство «Просвіта», яке очолював 80-річний Іван Адамович Макаренко. Члени «Просвіти» домоглися у 1912 році будівництво земської школи. Першими вчителями тут були Купріян Миколайович Хоменко та Семен Іванович Васелега. До 1929 року школа була чотирирічною. У 1930 році тут налічувалося вже п'ять, а з 1931 року — шість класів. До 1940 року в школі у дві зміни навчалося 600 учнів.
У 1929 році, під час примусової колективізації, було створено колгосп.

#### Друга світова війна
439 жителів Хацьок брали активну участь у війні з гітлерівською Німеччиною. В боях поклали своє життя учні Хацьківської середньої школи Степан Шпак, Дмитро Тищенко та їх вчитель Юрій Канарський. Про їх подвиг у своїй книзі «Так народжувались зорі» розповів письменник Павло Автомонов.
За мужність та відвагу, виявлені в боях, двісті хацьківчан були відзначені нагородами. У боях під Ленінградом та в Європі воював капітан Кравченко Андрій Григорович, кавалер багатьох орденів. За особисту мужність та вміле керівництво воєнними діями він був нагороджений орденом Олександра Невського. У листопаді 1941 року вирушив на фронт Чижиков Дмитро Григорович; в окопах Сталінграда захищав своє село Ковтун Йосип Демидович.
259 мешканців села не повернулися з фронтів; їх імена записані до Книги Пам'яті України та викарбувані на обеліску в центрі села. В братській могилі на території Хацьок поховано 16 солдат і офіцерів.

#### Повоєнні роки
У 1956 році колгосп був реформований і отримав назву імені Ватутіна. У цей час активно розбудовуються зруйновані під час війни вулиці Джулаївка, Кросівщина та Комарівка. На околиці села було побудовано асфальтний завод, який виготовляв асфальт для будівництва автошляху Н16 Черкаси — Умань. Тоді ж зведено нове приміщення сільської ради, дитячого дошкільного закладу і будинку культури на 500 місць. У 1958 році було зведене сучасне приміщення школи. Старі навколишні ліси, що були висаджені графом Бобринським, вирубані і оновлені сосновими саджанцями.

### Вулиці
У Хацьках налічується 25 вулиці та один провулок:
- Берегова вул.
- Бобринського вул.
- Ватутіна вул.
- Вишнева вул.
- Героїв України вул.
- Джулаївка вул.
- Забрід вул.
- Калатур вул.
- Козацька вул.
- Лесі Українки вул.
- Першотравнева вул.
- Піонерська вул.
- Польова вул.
- Пшеничного вул.
- Садова вул.
- Святославська вул.
- Софіївська вул.
- Тищенка вул.
- Франка вул.
- Холодноярська вул.
- Холодноярський пров.
- Франка вул.
- Шевченка вул.
- Ювілейна вул.

### Місцевості
У селі розташовані такі кутки, що у розмовній мові населення замінюють назви вулиць:
- Калатур
- Комарівка
- Забрід
- Вербовка
- Джулаївка
- Куликовка
- Ковальовка
- Сахалін
- Нахаловка
- Кросовщина

## Населення
У 1864 році в Хацьках проживало 1194[джерело?], за переписом 2001 року — 3 105 осіб. За даними 2002 року, населення села становило 3079 осіб[джерело?].

### Мовний склад
Рідна мова населення за даними перепису 2001 року:
| Мова       | Чисельність, осіб | Доля     |
| ---------- | ----------------- | -------- |
| Українська | 3 013             | 97,04 %  |
| Російська  | 84                | 2,71 %   |
| Інше       | 8                 | 0,25 %   |
| Разом      | 3 105             | 100,00 % |

## Інфраструктура
У селі діє загальноосвітня школа І—ІІІ ступенів, православна, три бібліотеки з фондом 40 тис. книг, дитячий дошкільний навчальний заклад «Берізка», амбулаторія, аптека, 8 крамниць та кафе-бар. Працює 9 торгових точок, 6 із яких приватні. При будинку культури діють співочий вокально-хоровий ансамбль «Калина», фольклорний колектив «Спадок» та дитячий хореографічний гурток «Фантазія».

### Промисловість
На території села розташовані асфальтобетонний завод, на якому працює 135 осіб, ЗАТ «Фасад», комбікормовий завод, Білозірська реалбаза хлібопродуктів.

### Сільське господарство
СТОВ «Хацьки» налічує 2164 га сільськогосподарських угідь, в тому числі 1415,6 га орної землі. Виробничий напрям господарства — рільництво та тваринництво.

## Транспорт
Через Хацьки пролягає залізниця Ніжин — Імені Тараса Шевченка — Одеса, на якій знаходиться залізнична станція Білозір'я (будівля вокзалу — пам'ятка архітектури кінця XIX століття), а також неподалік розташований однойменний зупинний пункт.
Розташування села поблизу Черкас та важливого автошляху національного значення Н16 є перспективним для його розвитку.

## Особистості
- Кваснєвський Віктор Францевич — самодіяльний композитор Черкащини
- Макаренко Іван Адамович — член сільської «Просвіти»
- Пшеничний Антон Дем'янович — учасник партизанського руху
- Тищенко Валерій Анатолійович — учасник війни в Афганістані
- Хоменко Іван Іванович — Герой Радянського Союзу
- Шатна Наталія Демидівна — учасниця партизанського руху, підпільниця
- Швед Ірина Вікторівна — українська поетеса